# Poppenricht
Poppenricht település Németországban, azon belül Bajorországban. Lakosainak száma 3389 fő (2023. december 31.).

## Népesség
A település népessége az elmúlt években az alábbi módon változott:
| Lakosok száma | 324  | 733  | 1556 | 3041 | 3331 | 3387 | 3358 | 3367 | 3369 | 3389 |
|               | 1875 | 1950 | 1975 | 1987 | 2012 | 2014 | 2016 | 2017 | 2021 | 2023 |